# Estrella variable RV Tauri

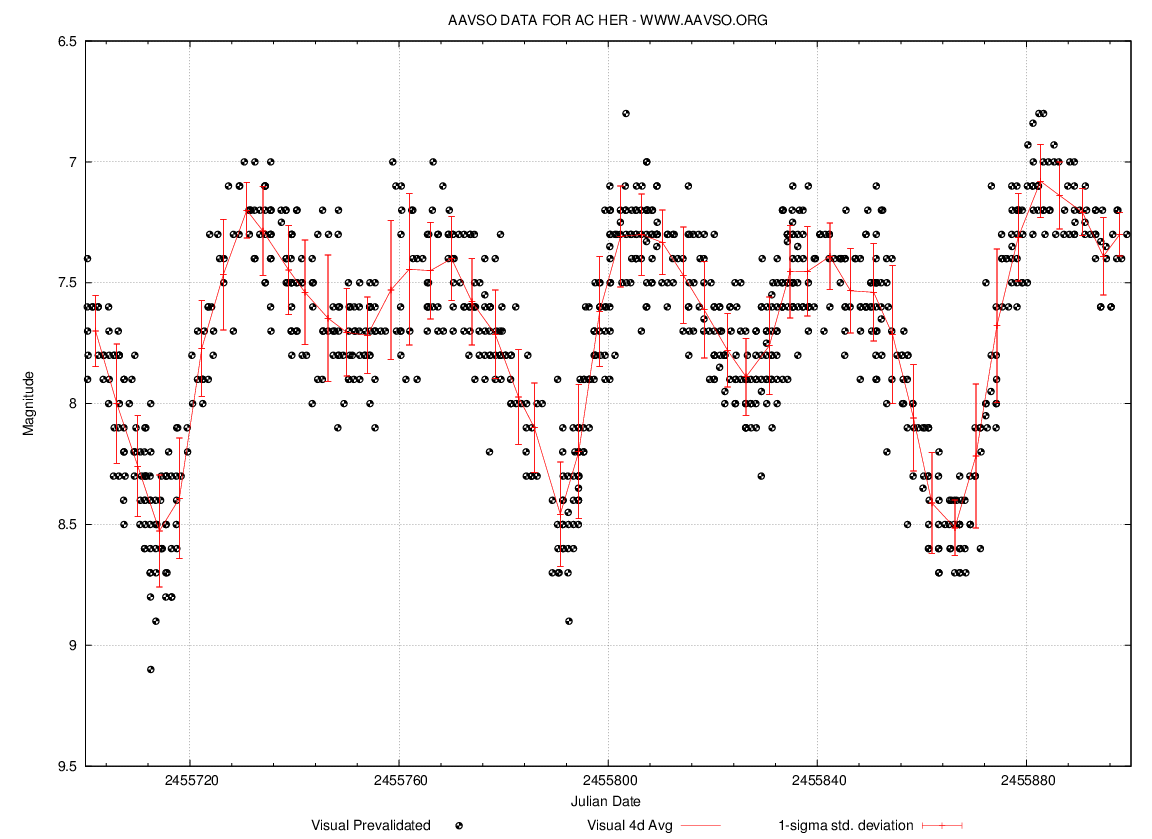
Variables RV Tauri a una clase de estrellas variables supergigantes.(EJEMPLO)

En astronomía, se denominan variables RV Tauri a una clase de estrellas variables supergigantes. Muestran cambios de luminosidad ligados a pulsaciones radiales en sus superficies. Los cambios de brillo van acompañados de cambios en el tipo espectral. Mientras en la fase más brillante las estrellas tiene tipo espectral F o G, en la fase más tenue sus tipos cambian a K o M. El período formal habitual de fluctuación de brillo está comprendido entre 30 y 150 días, alternando mínimos primarios y secundarios, que pueden cambiar entre sí. La diferencia entre el brillo máximo y el mínimo puede alcanzar cuatro magnitudes.
Las variables RV Tauri pueden dividirse en dos tipos:
- Variables RVa: aquellas cuyo brillo medio no varía;
- Variables RVb: aquellas que muestran variaciones periódicas en su brillo medio, de modo que sus máximos y mínimos cambian en una escala temporal que va de 600 a 1500 días.

El prototipo de esta clase, RV Tauri, es una variable de tipo RVb que muestra variaciones de brillo entre magnitud +9,8 y +13,3 con un período formal de 78,7 días.
R Scuti y U Monocerotis son dos ejemplos notables dentro de este grupo.
Las variables RV Tauri pueden ser objetos post-AGB. Se piensa que la mayor parte de ellas son sistemas binarios con polvo posiblemente confinado en un disco.

## Variables RV Tauri más brillantes
| Nombre        | Magnitud aparente máxima | Magnitud aparente mínima | Período (días) |
| ------------- | ------------------------ | ------------------------ | -------------- |
| R Scuti       | 4,9                      | 6,9                      | 140,2          |
| U Monocerotis | 5,1                      | 7,1                      | 92,26          |
| AC Herculis   | 6,4                      | 8,7                      | 75,46          |
| V Vulpeculae  | 8,1                      | 9,42                     | 75,72          |
| AR Sagittarii | 8,1                      | 12,5                     | 87,87          |
| SS Geminorum  | 8,3                      | 9,7                      | 89,31          |

* Fuente: Variable stars: U Monocerotis (AAVSO)